# Naomi Yashiro
Naomi Yashiro (矢代 直美?, Yashiro Naomi; Takahagi, 30 dicembre 1977) è un'ex cestista giapponese.

## Carriera
Con il Giappone ha disputato i Giochi olimpici di Atene 2004 e i Campionati mondiali del 2002.